# 巴嘎呼和诺尔
巴嘎呼和诺尔也作巴嘎呼和诺日、巴嘎库库湖，是一个位于中国内蒙古自治区呼伦贝尔市陈巴尔虎旗巴彦哈达苏木境内的一座湖泊，湖名在蒙古语中意为“小蓝色的泡子”。
巴嘎呼和诺尔是莫尔格勒河下游洼地内的一个内流湖，地处蒙新高原区。它的一级流域为内流区诸河，二级流域为呼伦贝尔内流区。
巴嘎呼和诺尔湖泊分为南北两部分，中间有水道相连通。在《中国湖泊志》附录中分为两个湖泊记录：南部水域记录为巴嘎呼和诺尔，湖长2千米，最大宽1.6千米，平均宽1.1千米，面积4.2平方千米；北部水面记录为无名湖，湖长2.1千米，最大宽1.1千米，平均宽0.7千米，面积1.4平方千米。在2019年陈巴尔虎旗人民政府公布的水面面积1平方公里以上湖泊管理范围划定成果中，南北两部分同为巴嘎呼和诺尔，东西最大宽度为1.6千米，面积约2.3平方千米。